# Tüzesnyakú barátpipra
A tüzesnyakú barátpipra (Manacus aurantiacus) a madarak osztályának verébalakúak (Passeriformes) rendjébe és a piprafélék (Pipridae) családjába tartozó faj.

## Rendszerezése
A fajt Osbert Salvin angol ornitológus írta le 1870-ben, a Chiromachaeris nembe Chiromachaeris aurantiaca néven.

## Előfordulása
Panama, Costa Rica, Kolumbia és Ecuador területén honos. Természetes élőhelyei a szubtrópusi és trópusi síkvidéki esőerdők és cserjések, valamint ültetvények. Állandó, nem vonuló faj.

## Megjelenése
Testhossza 9,5–10 centiméter, testsúlya 15,5 gramm.  A hímnek fekete koronája van, hátsó része, szárnyai és farka olajzöld. A fej, a nyak, a mell és a hátsó rész többi része narancssárga, a hasa pedig sárga. A tojó és a fiatal példányok olívazöldek, sárga alsó résszel. 
|  |

## Életmódja
Kisebb gyümölcsökkel és rovarokkal táplálkozik.

## Természetvédelmi helyzete
Az elterjedési területe elég kicsi, egyedszáma ugyan csökken, de még nem éri el a kritikus szintet. A Természetvédelmi Világszövetség Vörös listáján nem fenyegetett fajként szerepel.